# Le Lardin-Saint-Lazare
Le Lardin-Saint-Lazare là một xã, nằm ở tỉnh Dordogne vùng Aquitaine của Pháp. Xã này có diện tích 10,85 kilômét vuông, dân số năm 2004 là 1978 người. Xã nằm ở khu vực có độ cao trung bình 86 m trên mực nước biển.

## Thông tin nhân khẩu
| Năm    | 1962  | 1968  | 1975  | 1982  | 1990  | 1999  | 2004  |
| ------ | ----- | ----- | ----- | ----- | ----- | ----- | ----- |
| Dân số | 1 636 | 1 761 | 1 982 | 2 037 | 2 047 | 1 846 | 1 978 |